# Reprezentacja Luksemburga na Mistrzostwach Świata w Narciarstwie Klasycznym 2009
Reprezentacja Luksemburga na Mistrzostwach Świata w Narciarstwie Klasycznym 2009 liczyła 1 sportowca. Najlepszym wynikiem było 77. miejsce (Kari Peters) w sprincie mężczyzn.

## Medale

### Złote medale
Brak

### Srebrne medale
Brak

### Brązowe medale
Brak

## Wyniki

### Biegi narciarskie mężczyzn
Sprint
- Kari Peters - 77. miejsce (odpadł w kwalifikacjach)